# Das Rätsel der roten Orchidee
Das Rätsel der roten Orchidee ist ein Kriminalfilm des Regisseurs Helmuth Ashley und der zehnte deutsche Edgar-Wallace-Film im Nachkriegsdeutschland. Die Verfilmung des Romans Gangster in London (Originaltitel: When the Gangs Came to London) von Edgar Wallace wurde von Rialto Film produziert und vom 15. Dezember 1961 bis 15. Januar 1962 in Hamburg gedreht. Der Film lief ab dem 1. März 1962 in den deutschen Kinos.

## Handlung
Zwei rivalisierende internationale Gangsterbanden terrorisieren die Reichen Londons. Das „Patronat für Reiche Bürger“ garantiert den Schutz der Bürger nur, wenn sie einer Schutzgeldaufforderung per Drohbrief nachkommen. Wer der Aufforderung nicht nachkommt oder gar die Polizei verständigt, wird ermordet. Schon nach kurzer Zeit wird der erste Millionär ermordet. Auch Elias Tanner, ein wohlhabender Bürger, wird erpresst. Seine Sekretärin Lilian Ranger findet dies heraus und verständigt die Polizei. Kurze Zeit später wird Tanner ermordet.
Inspektor Weston und sein Kollege Chefinspektor Tetley sind für den Fall zuständig. Weston vermutet, dass es sich hierbei um amerikanische Gangstermethoden handelt. Deshalb bittet er FBI-Captain Allerman nach London zu kommen. Weston und Allerman finden heraus, das Butler Parker merkwürdigerweise bei jedem Opfer bis zu dessen gewaltsamen Tod angestellt war. Jedes Opfer hatte auch ein Konto bei der gleichen Bank … Der für tot geglaubte „schöne Steve“ wird nun als Täter gesucht, doch war er es wirklich?

## Produktion
- Ursprünglich wollte die Rialto Film Ende 1961 mit den Dreharbeiten des Films Die Tür mit den sieben Schlössern beginnen. Da das Drehbuch aber noch überarbeitet werden musste, griff man auf das bereits fertige, von Trygve Larsen verfasste und von Piet ter Ulen überarbeitete Drehbuch Gangster in London zurück. In Anlehnung an den erfolgreichen Edgar-Wallace-Film Das Geheimnis der gelben Narzissen erhielt der Film schließlich den Titel Das Rätsel der roten Orchidee.
- Der Österreicher Helmuth Ashley, in den 1950er Jahren einer der profiliertesten Kameramänner des deutschsprachigen Films, führte bei diesem Film zum dritten Mal Regie. Seinen ehemaligen Assistenten Franz X. Lederle engagierte er wie so oft als Kameramann.
- Die Außenaufnahmen des Films entstanden in Hamburg. Die Hafenszenen zu Beginn des Films wurden am Steubenhöft in Cuxhaven aufgenommen. Teilweise wird auch London als Drehort angegeben[1][2][3][4][5], in dem Buch Der Hexer, der Zinker und andere Mörder aber mit Verweis auf Aussagen von Helmuth Ashley, Eddi Arent und Franz X. Lederle explizit ausgeschlossen.[6] Laut Tobias Hohmann wurde „für das britische Flair auf Archivmaterial“ zurückgegriffen.[7] Die Innenaufnahmen drehte man im Realfilm-Studio in Hamburg-Wandsbek.
- Die Schauspieler Adrian Hoven, Marisa Mell, Eric Pohlmann, Pinkas Braun, Eddi Arent und Klaus Kinski waren eigentlich für das Projekt Die Tür mit den sieben Schlössern vorgesehen. Durch ihre Mitwirkung in diesem Film waren die bereits abgeschlossenen Verträge erfüllt.
- Für die Rolle des FBI-Ermittlers Captain Allerman engagierte man Christopher Lee. Wie in Das Geheimnis der gelben Narzissen ist der britische Schauspieler hier mit seiner eigenen, nicht synchronisierten Stimme zu hören.
- Fritz Rasp, der bereits in den 1930er Jahren in zwei und nach dem Zweiten Weltkrieg in insgesamt fünf Edgar-Wallace-Verfilmungen zu sehen war, nahm mit diesem Film Abschied von der Filmreihe.
- Für die Titelmusik des Films verjazzte Komponist Peter Thomas den berühmten Glockenschlag von Westminster.
- Nach der Kürzung der beiden Szenen, in denen Babyface (Edgar Wenzel) und Kerkie Minelli (Eric Pohlmann) ermordet werden, gab die FSK den Film ab 12 Jahren frei. Die heute auf DVD erhältliche Originalfassung ist ab 12 Jahren freigegeben.
- Obwohl die Kritik ausnahmsweise wohlwollende Worte für eine Wallace-Verfilmung übrig hatte, verbuchte dieser Film die bis dahin niedrigsten Besucherzahlen der Filmreihe.

## Kritiken
„Durchsichtiger und ohne die Ironie früherer gestaltete Wallace-Verfilmung, deren Figuren ungleich überzeugend verkörpert (Synchron.) [sind]“

„Wer Krimis mag, der wird hier zwar keinen Hitchcock, wohl aber einen wohlgeratenen Ashley finden. Was durchaus eine Gütemarke besonderer Art zu werden verspricht!“

„Hier zeigt Regisseur Helmuth Ashley, daß die Schocktherapie – gemischt mit grimmigem Humor – alles unterkühlt vorgetragen, einen unterhaltsamen Reißer ergibt. Auch die Kamera unterstreicht die kalte Sachlichkeit.“

„Konfus, aber amüsant.“

„Viele Leichen, etwas Ironie, null Neues.“

„Edgar-Wallace-Verfilmung mit zahlreichen Leichen, einer kleinen Dosis Ironie und dem obligatorischen Nebenrollen-Auftritt von Klaus Kinski.“

## Belege
1. ↑  Joachim Kramp: Hallo! Hier spricht Edgar Wallace. Die Geschichte der Kriminalfilmserie von 1959 bis 1972. Schwarzkopf & Schwarzkopf, Berlin 1998, ISBN 3-89602-140-0, S. 78.
2. ↑  Joachim Kramp: Hallo! Hier spricht Edgar Wallace. Die Geschichte der Kriminalfilmserie von 1959 bis 1972. Zweite, überarbeitete Auflage. Schwarzkopf & Schwarzkopf, Berlin 2001, ISBN 3-89602-368-3, S. 80.
3. ↑  Joachim Kramp und Jürgen Wehnert: Das Edgar Wallace Lexikon. Leben – Werk – Filme. Schwarzkopf & Schwarzkopf, Berlin 2004, ISBN 3-89602-508-2, S. 507.
4. ↑  Joachim Kramp: Hallo! Hier spricht Edgar Wallace. Die Geschichte der Kriminalfilmserie von 1959 bis 1972. Dritte, überarbeitete und erweiterte Auflage. Schwarzkopf & Schwarzkopf, Berlin 2005, ISBN 3-89602-645-3, S. 142.
5. ↑  Joachim Kramp und Gerd Naumann: Das große Album der Edgar-Wallace-Filme. Schwarzkopf & Schwarzkopf, Berlin 2014, ISBN 978-3-89602-715-3, S. 138.
6. ↑  Christos Tses: Der Hexer, der Zinker und andere Mörder. Hinter den Kulissen der Edgar-Wallace-Filme. Klartext, Essen 2002, ISBN 3-89861-080-2, S. 59.
7. ↑  Tobias Hohmann: Der klassische Kriminalfilm, Band 2. Edgar & Bryan Edgar Wallace. MPW GmbH, Hille 2011, ISBN 978-3-942621-02-1, S. 204.
8. ↑  Das Rätsel der roten Orchidee. In: Paimann’s Filmlisten. Nr. 2693, 6. März 1962 (reizfeld.net). reizfeld.net (Memento vom 4. Januar 2015 im Internet Archive)
9. ↑  Das Rätsel der roten Orchidee. In: Hamburger Abendblatt. 22. März 1962, S. 14 (abendblatt.de [PDF; 1,8 MB]).
10. ↑  Das Rätsel der roten Orchidee. In: Lexikon des internationalen Films. Filmdienst, abgerufen am 25. Juni 2017.